# Etelburga de Kent
Etelburga de Kent (también llamada Edelburga, Etelburg, Aethelburh y Tate; muerta en 647) fue hija del rey Etelberto de Kent y la princesa merovingia Berta, y segunda esposa del rey Edwino de Deira. Después de fallecer éste, se retiró a un monasterio donde terminó sus días con fama de santidad.

## Vida de Etelburga
Se sabe muy poco sobre la vida de Etelburga. Recibió formación cristiana en la casa de su padre, Etelberto, que fue el primer caudillo anglosajón en convertirse al cristianismo. Muerto Etelberto, cuando reinaba en Kent su hijo Eadbaldo, el rey Edwino mandó pedir la mano de Etelburga. Como se trataba de un caudillo pagano, Eadbaldo dudó si entregar o no a su hermana en matrimonio. Finalmente decidió enviarla acompañada de Paulino de York, recién ordenado obispo, como su capellán y confesor, en el año 625. Gracias a la influencia de su mujer y a la predicación del prelado, Edwino terminó convirtiéndose al cristianismo, junto con sus magnates y gran parte del pueblo, en el año 627.
Según la Historia Eclesiástica de los Anglos de Beda el Venerable,  la reina Etelburga tuvo de Edwino cuatro hijos: Eanfleda (nacida el año 626), Etelhun, Eteltryth y Uscfrea (o Wuscfrea). La primera hija fue reina de Northumbria y posteriormente abadese del monasterio de Whitby. Los otros tres hijos de Etelburga murieron a corta edad (Etelhun y Eteltryth poco después de recibir el bautismo).
Cuando Edwino murió en la batalla de Hatfield Chase en 633, Etelburga y Paulino regresaron a Kent, puesto que la situación en Northumbria era muy inestable. En el reino de su hermano Eadbaldo, sin embargo, los temores de Etelburga no se disiparon y por ello decidió enviar a Wuscfrea y a Yffi, hijo de Osfrido del primer matrimonio de Edwino, a la corte del rey Dagoberto I en la Galia. Allí murieron ambos siendo todavía niños.
Posteriormente, fundó el monasterio de Lyminge en la villa romana que le había regalado Eadbaldo. Organizó una abadía para hombres y mujeres y se retiró allí para terminar sus días. Murió en el año 647. En el santoral católico, su fiesta se celebraba el día 5 de abril pero fue trasladada al 8 de septiembre, día de su muerte.
Etelburga de Kent no debe ser confundida con sus contemporáneas Etelburga, hija de Anna de Estanglia y abadesa del monasterio de Faremoutier (Francia); y Etelburga, hermana del obispo de Londres, Erconwaldo, y primera abadesa de Barking.